# 黑鳗藤属
黑鳗藤属（学名：Stephanotis）也称耳药藤属，是夹竹桃科萝藦亚科下的一个属，为藤本植物。该属共有15种，分布于泰国、印度尼西亚、马来西亚、古巴和马达加斯加等地。

## 物种
本属包括以下物种：
- Stephanotis acuminata Brongn.
- 多花耳药藤 Stephanotis floribunda Brongn.
- Stephanotis grandiflora Decne.
- 耳药藤 Stephanotis thouarsii Brongn.